# Психотерапевт
Психотерапевт — человек, получивший специальную подготовку по психотерапии. В СССР «психотерапевтами» называли врачей определённой специализации, хотя в других странах этот термин используется иначе. Высшее образование по психологии само по себе, так же как медицинское образование и специализация по психиатрии не даёт подготовки по психотерапии. На сегодняшний момент можно разделить медицинскую и немедицинскую психотерапию. В медицине различают норму и патологию, то есть здоровое состояние и болезнь. Психотерапия в данном случае ориентирована на представление о норме. В то же время, в психотерапии могут нуждаться здоровые люди, стремящиеся достигнуть с помощью неё своих личностных целей. Психотерапия в этом случае ориентирована на потребности клиента. В настоящее время в РФ осуществляется работа по разработке законопроекта о разграничении медицинской и немедицинской психотерапии. Научные основы психотерапии разрабатываются в ряде федеральных научных учреждений.
Для описания медицинской психотерапии в России используется понятие «врач-психотерапевт» — специалист с высшим медицинским образованием и дополнительной специализацией в области психотерапии, который осуществляет профессиональную помощь в лечении психических заболеваний. Психотерапевта следует отличать от психолога и психиатра — специалистов соответствующих дисциплин. В России психотерапией как видом медицинской деятельности имеет право заниматься лишь человек, имеющий высшее медицинское образование и прошедший подготовку по специальности "Психотерапия". Постановлением правительства РФ от 1 июня 2021 г. N 852 психотерапия была исключена из перечня услуг, составляющих медицинскую деятельность, однако позднее была возвращена, так как отсутствие психотерапии в данном перечне создавало сложности для врачей и пациентов.
Согласно Страсбургской декларации о психотерапии, психотерапия является особой дисциплиной из области гуманитарных наук, занятие которой представляет собой свободную и независимую профессию.
Психотерапевтическое образование требует высокого уровня теоретической и клинической подготовленности.
- Гарантированным является разнообразие терапевтических методов;
- Образование в области одного из психотерапевтических методов должно осуществляться интегрально; оно включает теорию, личный терапевтический опыт и практику под руководством супервизора; одновременно приобретаются широкие представления о других методах;
- Доступ к такому образованию возможен при условии широкой предварительной подготовки, в частности, в области гуманитарных и общественных наук.

## Профессионализм
Психотерапевт должен пройти определённое число часов собственной психотерапии. Разные психотерапевтические ассоциации устанавливают различные нормы. Распространённая норма — 200 часов.
Для профессиональной работы психотерапевт должен не только получить диплом, но и регулярно проходить курсы/семинары повышения квалификации, а также брать супервизии (обсуждения материала клиентских психотерапевтических сессий с супервизором) и проходить интервизии (модерируемые обсуждения сложных клиентских случаев с коллегами).

## Отличия психотерапевта от психолога и психиатра
Во-первых, психотерапевт не занимается лечением тяжёлых психических заболеваний. В его компетенцию входят такие недуги, как депрессии, фобии, болезненные зависимости, неврозы, тревожные расстройства и др. То есть клиентами психотерапевта являются люди с пограничными расстройствами.
Во-вторых, психотерапевт опирается на специальные психотерапевтические методы (разбор проблемы и её прояснение, психоанализ, когнитивно-поведенческая терапия, гештальт-терапия и т. п.) — индивидуальные/групповые, долгосрочные/краткосрочные.
Если психотерапевт по образованию врач-психиатр с дополнительной специализацией по психотерапии, то во время приёма пациента ждёт беседа, после которой ему могут назначить лекарства.
Психолог занимается психически здоровыми людьми, не выписывает лекарства, не ставит диагнозы, а помогает клиенту наладить отношения с собой и с окружением.
Психиатр — это врач, который, как правило, занимается тяжёлыми психическими расстройствами при помощи медикаментов.
Психотерапевт — это специалист, который занимается лечением пограничных расстройств в основном при помощи терапии, медикаментозное лечение в данном случае не назначается, принудительное лечение и наблюдение в стационаре не производится.